# Гасселте
Гасселте (нід. Gasselte) — село в нідерландській провінції Дренте. Входить до муніципалітету А-ен-Гюнзе.
Його площа становить 19,55 км², а населення станом на 2021 рік складало 1 770 осіб.
Перша згадка про населений пункт датується 1302 роком.
До 1998 року мало статус окремого муніципалітету.

## Галерея

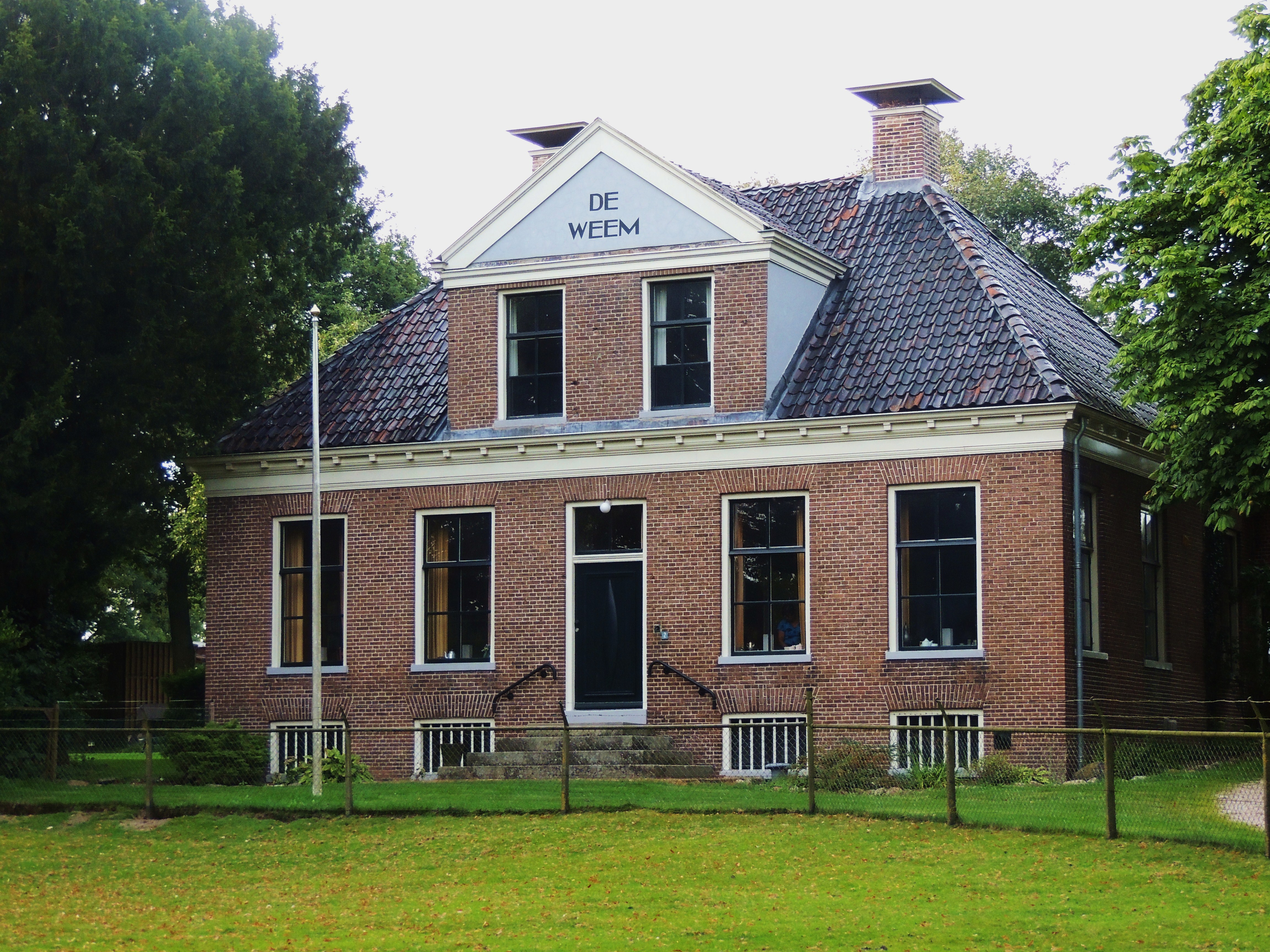
Будинок почту
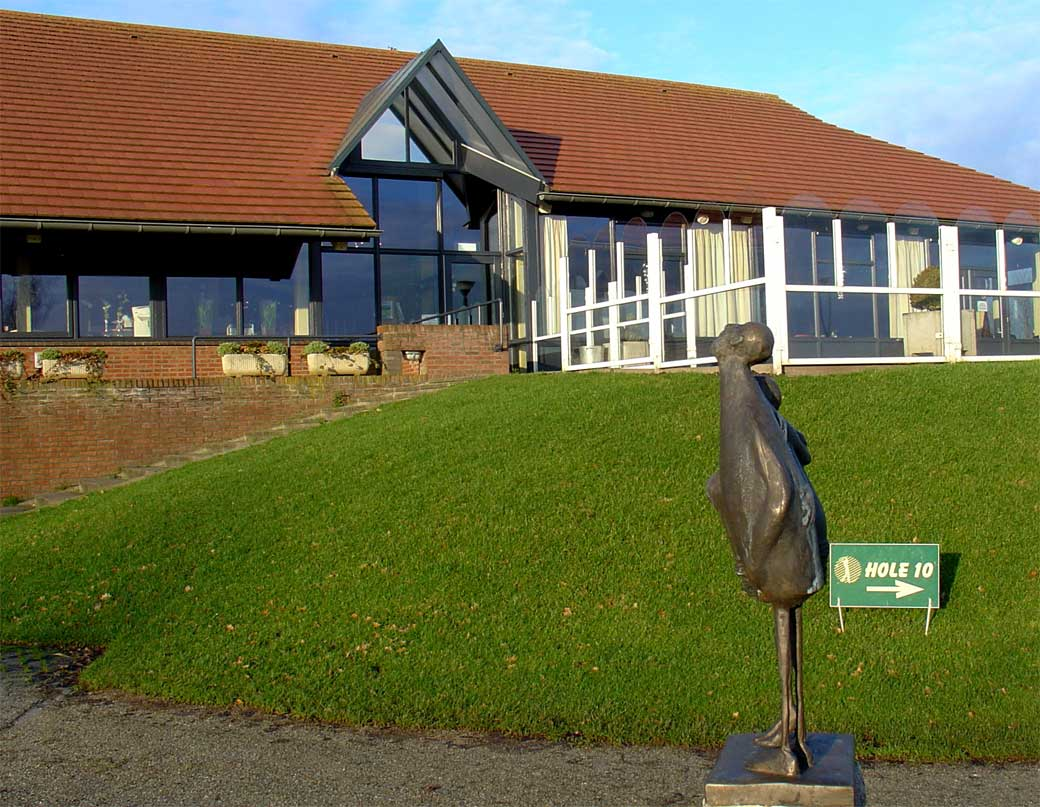
Поле для гольфу
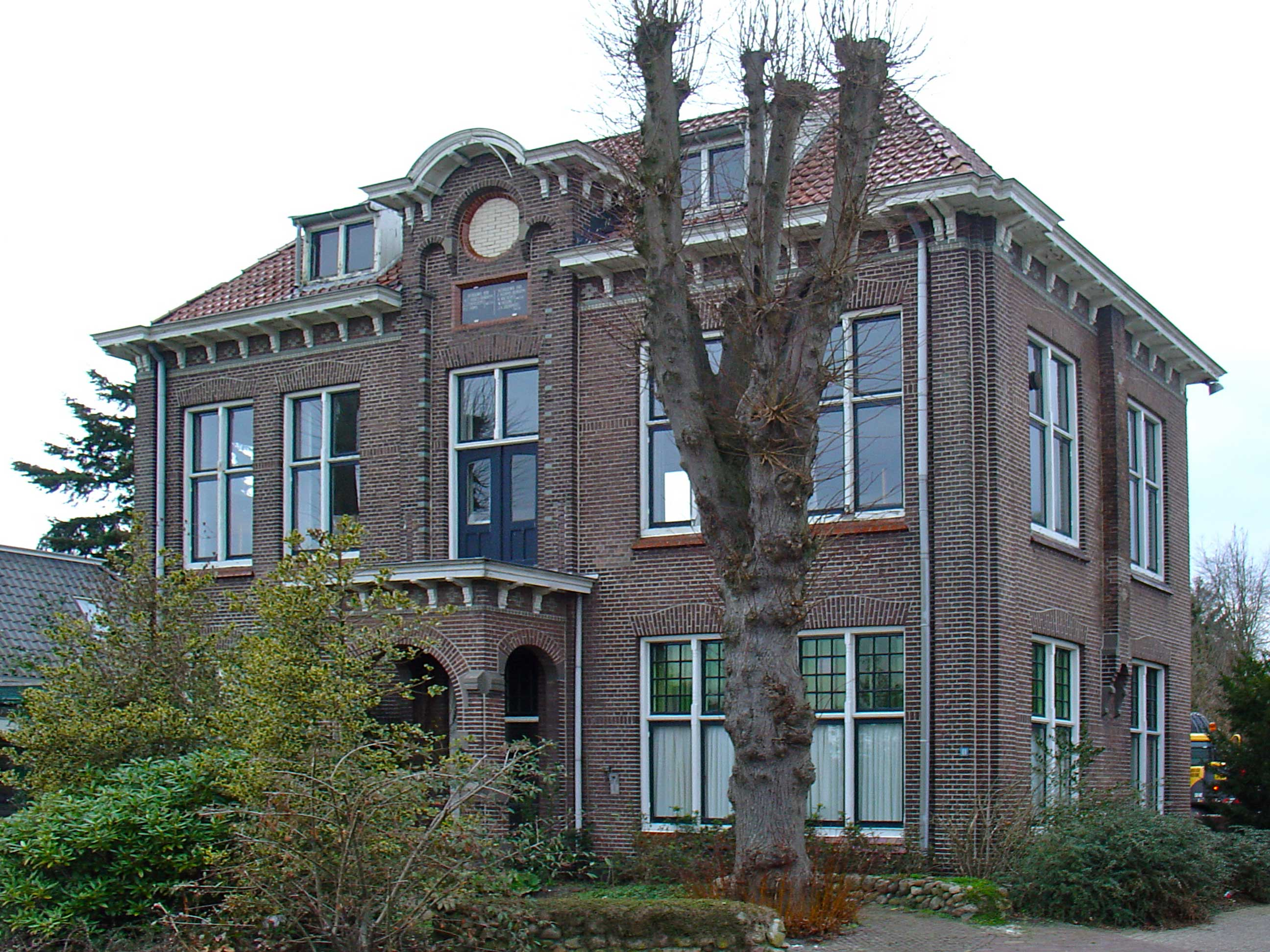
Будівля колишньої мерії
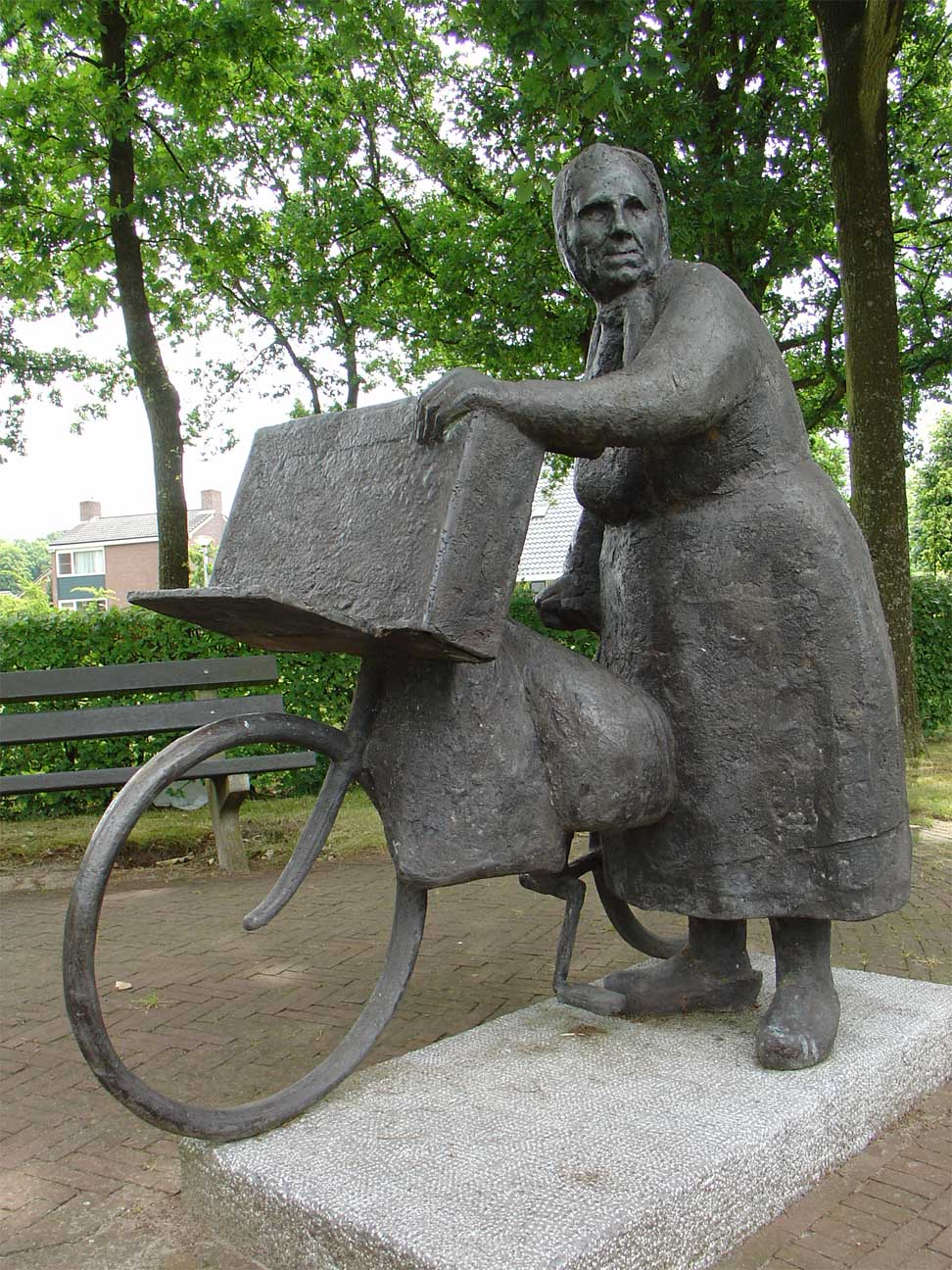
Статуя у селі